# Garcinia afzelii
Garcinia afzelii là một loài cây gỗ kích cỡ nhỏ đến trung bình thuộc họ Clusiaceae. Đôi khi nó được gọi theo tiếng Anh là "bitter kola", tuy nhiên tên gọi này đúng hơn là dành cho G. kola.
Đây là loài đặc hữu của rừng nhiệt đới Tây Phi.